# Versmolder Bruch
Das Versmolder Bruch ist ein Naturschutzgebiet mit einer Größe von 244 ha, das auf dem Gebiet der Stadt Versmold (Kreis Gütersloh) liegt. Es wird mit der Nummer GT-020 geführt, ist das drittgrößte Feuchtwiesenschutzgebiet des Kreises und befindet sich vollständig in öffentlichem Eigentum.
Die Ausweisung als Naturschutzgebiet am 20. September 1990 erfolgte zur Erhaltung von Lebensgemeinschaften und -stätten wildlebender Pflanzen- und Tierarten, insbesondere von gefährdeten Wat- und Wiesenvögeln, Pflanzengesellschaften des feuchten Grünlands und der Blänke.
Zu diesem Zweck wurden Gewässer neu angelegt und Flächen wieder vernässt. Von Landwirten werden die Flächen extensiv genutzt, sie haben bestimmte Regeln zur Beweisung, Mahd und Düngung einzuhalten.

## Flora
Das Naturschutzgebiet wird bestimmt durch seine ausgedehnten Wiesen- und Weideflächen. Wahrscheinlich zwischen dem 16. und 18. Jahrhundert wurde das Grünland an Stelle des hier ursprünglich vorhandenen Bruches angelegt und gliedert sich heute im Wesentlichen in zwei deutlich unterschiedliche Bereiche auf. Im westlichen Teil herrscht ein offener Charakter mit kleinen Baumreihen und Büschen vor, im östlichen Teil hingegen wird das Grünland von vielen Hecken, Baumreihen, Erlenbrüchen (vor allem Schwarzerle) und Feldgehölzen strukturiert. Hier angepflanzte Hybrid-Pappeln, die nicht standortgerecht sind, sind meist geschädigt und werden bevorzugt von Spechten zum Bau ihrer Höhlen genutzt. Weiterhin finden sich unter anderem Sumpfdotterblumenwiesen, Igelschlauch (aus der Familie der Froschlöffelgewächse), Salzbunge und Nadelsimse. Insgesamt wurden 321 Gefäßpflanzenarten nachgewiesen, von denen 39 Arten als gefährdet gelten.

## Fauna
Hier vorkommende Arten sind unter anderem der Große Brachvogel, der Kiebitz, der Wiesenpieper, die Uferschnepfe und auch der Steinkauz und die Schafstelze. Nur noch vereinzelt anzutreffen ist die Bekassine. 16 Brutvogelarten der Roten Liste gefährdeter Arten des Landes Nordrhein-Westfalen konnten im Versmolder Bruch oder in direkt angrenzenden Bereichen festgestellt werden.
Weniger auffällig, aber auch gefährdet und im Bruch vorkommend, sind beispielsweise die Sumpfschrecke und die Gebänderte Prachtlibelle. Diese sind selbst wieder Nahrungsgrundlage für andere Tiere.
Als Durchzügler kommen mittlerweile auch einige Störche, Silberreiher, Graureiher und Kraniche vorbei.
Zur Vogelbeobachtung ist an der Wiesenstraße eine Aussichtsplattform vorhanden.